# Otto Modersohn
Otto Modersohn, voluit: Friedrich Wilhelm Otto Modersohn (Soest, 22 februari 1865 – Rotenburg aan de Wümme, 10 maart 1943) was een Duits landschapsschilder. Hij geldt als medeoprichter van de kunstenaarskolonie Worpswede.

## Levensloop
Modersohn was de zoon van Wilhelm Modersohn, een architect uit Soest en Luise Heidebrink, de dochter van een bakker. In 1883 ging hij aan de kunstacademie van Düsseldorf studeren en in 1888 aan die van Karlsruhe. Maar al spoedig kwam hij, evenals in Frankrijk zijn latere collega’s uit het impressionisme hadden gedaan, in opstand tegen de door het classicisme gekenmerkte academische kunst. In zijn jeugd deed hij ook artistieke ervaring op tijdens logeerpartijen bij zijn broer Wilhelm, die in Tecklenburg rechter was.
In juli 1889 reisde Otto Modersohn met Fritz Mackensen voor het eerst naar het dorp Worpswede, niet ver van Bremen. Hans am Ende sloot zich een maand later bij hen aan, en in 1893 en 1894 ook Fritz Overbeck en Heinrich Vogeler. Ook zij hadden aan de academie te Düsseldorf gestudeerd.
In 1895 had deze groep van vijf 'Worpsweders' haar eerste tentoonstelling, in de Kunsthalle Bremen. Ondanks dat de kunstcritici in de kranten hun werk lelijk vonden, kocht de Kunsthalle toch twee werken aan. Kort daarop had de groep met een expositie in het Glaspalast in München veel meer succes. Deze tentoonstelling was hun doorbraak, tot zelfs buiten Duitsland. Een groot schilderij, Sturm im Teufelsmoor (1895), werd door de Neue Pinakothek te München aangekocht. Helaas ging dit doek in 1938 verloren.
In 1897 richtte de groep de Kunstenaarsvereniging Worpswede op. Otto Modersohn bleef hiervan overigens slechts twee jaar lid; hij zag zich artistiek te sterk als individualist.
Modersohn trouwde driemaal; eerst in 1897 met Helene Schröder, dochter van een zakenman uit Bremen; uit dit huwelijk werd in 1898 één kind, dochter Elsbeth, geboren; Helene kreeg een ernstige ziekte en stierf in 1900 daaraan. In deze tijd raakte Modersohn bevriend met de beroemde, toen ook in Worpswede verblijvende dichter Rainer Maria Rilke.
Modersohns tweede vrouw was Paula Modersohn-Becker, zelf een talentvol schilderes. Dit huwelijk duurde van 1901 tot 1907, toen Paula kort na de geboorte van hun dochter Mathilde (Tille) aan trombose stierf.
In 1908 verhuisde Modersohn van Worpswede naar het zich tot een nieuwe kunstenaarskolonie ontwikkelende 25 km verwijderde dorp Fischerhude, waar hij een jaar later trouwde met Louise Breling, een operazangeres met ook talent voor de schilderkunst. Dit huwelijk zou tot Otto Modersohns dood in 1943 standhouden. Uit dit huwelijk werden twee zoons geboren, Ulrich (1913-1943) en Christian (1916-2009). Christian overleefde als Duits soldaat de Slag om Stalingrad van 1943 en werd later zelf ook een zeer verdienstelijk portret- en landschapsschilder.
Louise Breling was een zuster van Olga Bontjes-van Beek-Breling, van wie de dochter Cato Bontjes van Beek deel uitmaakte van het linkse Duitse verzet tegen de nazi’s en door hen in 1943 werd geëxecuteerd. Met Louise trok Otto vanaf 1916 regelmatig naar Wertheim am Main en naar Bad Hindelang in de Allgäu. Daar ontstonden veel fraaie landschapsschilderijen van Otto's hand. In 1930 verwierf Otto een voormalige boerderij in Bad Hindelang. Modersohn kreeg in 1936 een ziekte aan zijn netvlies, waardoor het rechteroog blind werd. Daarna trok hij zich terug in Fischerhude, waar hij in 1943 overleed.
Otto Modersohn ligt begraven op het kerkhof van Quelkhorn bij Fischerhude.

## Artistieke opvatting
Modersohn creëerde een omvangrijk oeuvre op het gebied van de schilder- en tekenkunst dat in de traditie van de Franse plein-air-schilderkunst van de 19e eeuw staat, met name van de School van Barbizon.
Modersohn kwam, in navolging van de Franse impressionisten, in opstand tegen de door het classicisme gekenmerkte academische kunst. Hij ontwikkelde zich tot een onafhankelijke individualist, en definieerde zijn artistieke doelen met de begrippen eenvoud, intimiteit en innerlijkheid. Hij schiep zijn creatieve energie uit geestelijke onderdompeling in de natuur.
Otto Modersohn maakte zich in 1911 verder los van zijn collega’s uit Worpswede.
Toen in 1911 de Kunsthalle Bremen het in 1889 door Vincent van Gogh geschilderde Klaprozenveld had aangekocht, stuitte dat op veel weerstand. Als enige “Worpsweder” steunde Modersohn de aankoop. Hij beschouwde de Van Gogh als één der meest inspirerende moderne kunstwerken. Hij ging in tegen een verkeerd begrepen nationaal sentiment en zei: “De nationaliteit speelt bij de kunst helemaal geen rol, het komt op de kwaliteit van de kunst aan. Als de kunst bij ons in de laatste jaren al vooruit is gegaan, dan danken wij dat in de eerste plaats aan de bij ons steeds beter bekend geworden Franse kunst.”

## Aan Otto Modersohn gewijde museumcollecties
- In Fischerhude staat, 2 km ten oosten van de dorpskern richting Ottersberg, een Otto-Modersohn-Museum. Na de Tweede Wereldoorlog werd veel nagelaten werk van de kunstenaar door zijn familie bewaard in Bad Hindelang en Fischerhude. In 1974 werd in een dorp in de omgeving een uit 1769 daterende vakwerkboerderij gedemonteerd, in Fischerhude weer opgebouwd en als museum en archief voor Modersohns werk ingericht. Het werd in 1985,1996 en 2012 uitgebreid tot het huidige complex.
- In Wertheim am Main is een zaal in het plaatselijke Grafschaftsmuseum gewijd aan Modersohns latere, in Wertheim en o.a. Würzburg ontstane werk.
- In 2015 werd in Tecklenburg een aan het vroege werk van Modersohn gewijd museum geopend.

## Eerbewijzen, onderscheidingen e.d.
Ondanks dat Modersohn vermoedelijk geen actief nationaalsocialist was, kreeg hij kort voor zijn dood van het nazi-regiem nog een prestigieuze onderscheiding, de Goethe-Preis en in 1942 een eredoctoraat.
In diverse Duitse plaatsen, o.a. Berlijn en Worpswede, zijn straten naar Otto Modersohn genoemd.

## Galerij

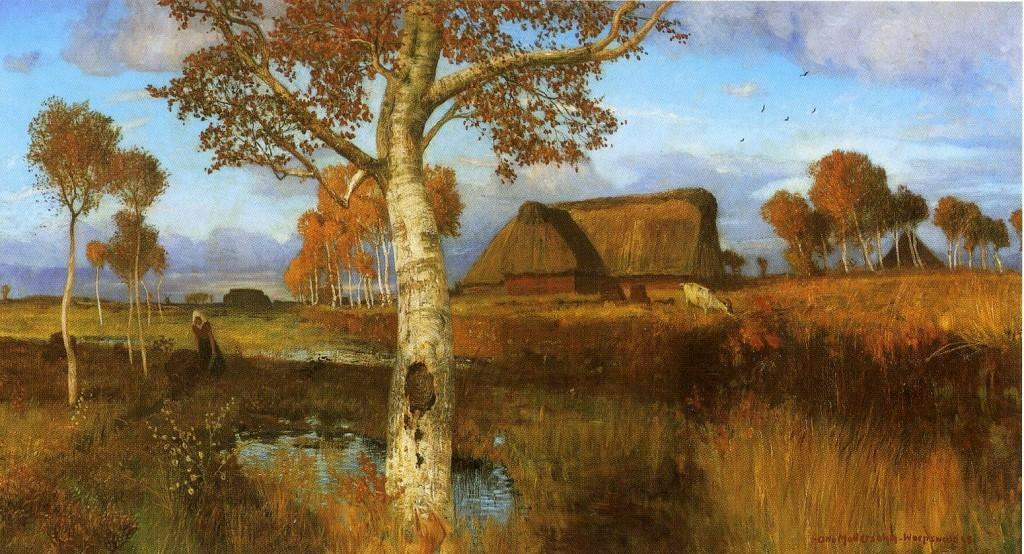
Herbst im Moor, 1895, Kunsthalle Bremen
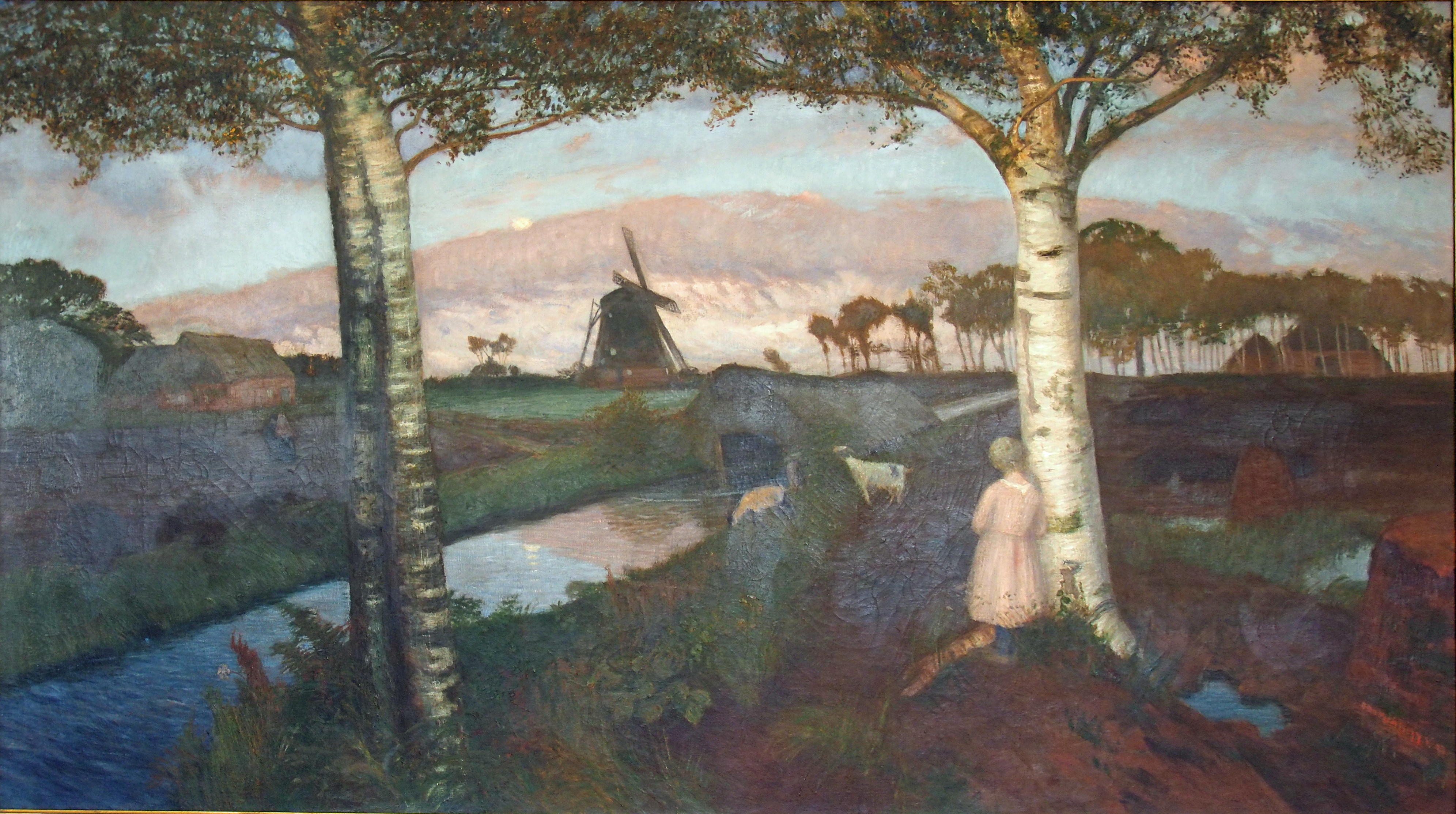
Mondaufgang im Moor, 1897, Museum im Weimarer Stadtschloss
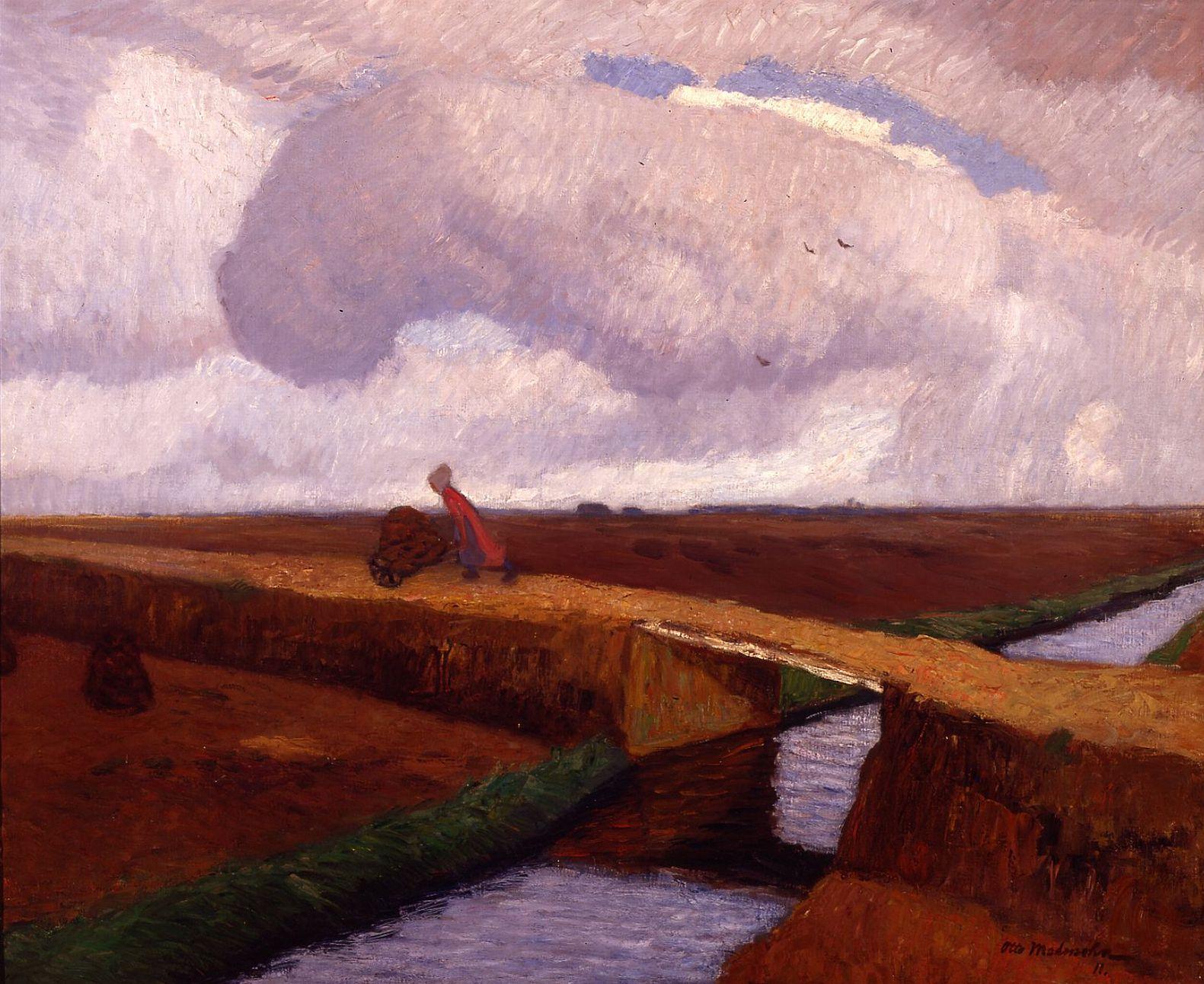
Moorlandschaft, 1911, Historisches Museum Bamberg